# Panjin
Panjin (en xinès: 盘锦市, pinyin: Pánjǐn shì) és una ciutat-prefectura de la província de Liaoning, a la República Popular de la Xina. Limita al nord amb Fuxin, al sud amb Yingkou, a l'oest amb Jinzhou i a l'est amb Anshan. La temperatura mitjana anual és de 9 °C i rep més de 2.700 hores de sol a l'any. La seva àrea és de 4.071 km² i la seva població d'1.243.000 habitants.

## Administració
La ciutat prefectura de Panjín es divideix en 2 districtes i 2 comtats.
- Districte Xinglongtai 兴隆台区
- Districte Shuangtaizi 双台子区
- Comtat Dawa 大洼县
- Comtat Panshan 盘山县

## Geografia
La ciutat de Panjin és un lloc gairebé pla amb poca vegetació, el riu Shuangtaizi, una ramificació del riu Liao, travessa la ciutat i la divideix en dues parts (que es connecta per mitjà de tres ponts) i desemboca en el Mar de Bohai. El riu Daliao, una altra ramificació del riu Liao, serveix de frontera entre Panjin i la ciutat de Yingkou.

## Economia
Les principals indústries de Panjin inclouen el petroli, refineria de petroli, el turisme i l'agricultura, principalment l'arròs. L'arròs de gra curt de Panjin és d'alta qualitat i de gran sabor. Panjin és també famosa pels seus crancs, un menjar famós de la cuina xinesa.